# Scathophaga furcata
Scathophaga furcata är en tvåvingeart som först beskrevs av Thomas Say 1823.  Scathophaga furcata ingår i släktet Scathophaga och familjen kolvflugor. Arten är reproducerande i Sverige. Inga underarter finns listade i Catalogue of Life.